# Inscription trilingue de Zabad
L'inscription trilingue de Zabad est une dédicace chrétienne rédigée en grec ancien, syriaque et arabe ancien, datée de 512, sous l'Empire byzantin. Elle a été incisée sur le linteau du portail d'entrée de l'église Saint-Serge, au sud-ouest de la citadelle de Zabad (anciennement Zébed), en Syrie du Nord.
Identifiée sur place dans la deuxième partie du XIXe siècle, elle est, depuis 1904, conservée dans la collection Proche-Orient et Iran du département d'archéologie au musée Art et Histoire, dit « du Cinquantenaire », à Bruxelles (Belgique), sous le numéro d'inventaire A 1308.
Ce monument est l'une des plus anciennes inscriptions datées, en langue et en écriture arabe préislamique (en), écriture alors « non vocalisée ». Bien que la datation d'éventuels ajouts reste discutée, Christian Robin (en 2001), avec plusieurs épigraphistes et orientalistes, considère que « la distribution des trois textes et des croix donne à penser que le tout a été composé en une seule fois ».

## Histoire

### Le martyrion de Zabad

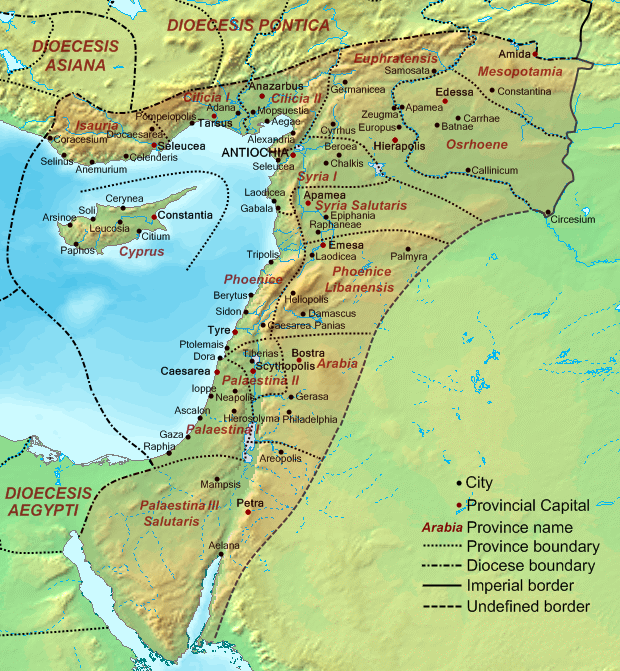
Carte du diocèse d'Orient avec ses provinces, telle qu'indiquée dans la Notitia Dignitatum, vers la fin du IVe siècle.

Le linteau surplombait la porte du martyrion syriaque, dédié à saint Serge, au village de Zabad, à l’extrémité Est de la province romaine de Syrie I. L'agglomération située dans une vallée au nord-est des reliefs du gabal Sbayt (ou jabal Shubayţ (ceb)), était probablement « un bâtiment militaire [ayant] progressivement évolué en complexe religieux (monastique ?), sans perdre pour autant sa fonction de refuge », selon Marion Rivoal (2010, p. 218). 
On ne sait si les fidèles, éventuels lecteurs de l'inscription arabe, étaient composés d'autochtones ou de réfugiés, suite aux premières guerres perso-byzantines. Le site faisait semble-t-il partie des lieux saints visités par les pèlerins ou les nomades arabes christianisés, possiblement des Jafnides, à l'occasion du « grand pèlerinage de Sergiopolis ».

### La pose de la première pierre
L'inscription aurait été gravée lors de la construction de l'église, voire de sa rénovation, le 24 septembre 512. Pour Marc-Antoine Kugener (1908, p. 586), l'inscription fait référence à la pose de la première pierre, et l'église aurait été achevée deux années plus tard, vers 514.
En 1922, un des éditeurs du texte, William Kelly Prentice (de), a conclu que la date correspondait à l'année 511, mais ses arguments n'ont pas été retenus depuis. 

### Identification et acquisition par Bruxelles
Le linteau du portail d'entrée des ruines de l'église Saint-Serge est l'objet d’intérêts par les orientalistes et philologues allemands, dès le milieu du XIXe siècle. Il est d’abord remarqué par Johann Gottfried Wetzstein (consul de Prusse à Damas entre 1849 et 1861, sous le règne de Frédéric-Guillaume IV), puis une première fois transcrit par Eduard Sachau (professeur à l'université de Berlin) en 1879. Ce dernier avait été conseillé par un médecin allemand alors installé à Alep, Theodor Bischoff (1831-1881).
Lors d'un séjour en Syrie en 1903, le prêtre jésuite Henri Lammens informe Bruxelles de la disponibilité du linteau sur le marché des antiquités (sauf le fragment droit qui serait resté sur place, dans l'encadrement du portail). Celui-ci est alors acquis par le musée du Cinquantenaire à un commerçant d'Alep, et y est transporté l'année suivante avec le fragment manquant. Il avait été coupé en trois morceaux pour faciliter la dépose ou son déplacement, précédemment.

## Lectures
Cette inscription votive cite, en plus de la date de pose de la première pierre du bâtiment, plusieurs séries de noms sans nécessairement les répéter dans chaque langue, ni toujours préciser leurs rôles, de ce qui semble être les donateurs, fondateurs, périodeute, constructeur et architecte de l'église, ainsi que le graveur de la pierre. 
De plus, on remarque couramment que ce texte est caractéristique d'une « vénération particulière pour saint Serge, dit « l'Arabe » dans le christianisme antique arabe.

### Les langues et écritures utilisées
Le grec était alors la langue officielle de l'Empire romain d'Orient et le syriaque, la langue ecclésiastique de l'Église syriaque (une des Églises des trois conciles, À la suite du schisme dû au concile de Chalcédoine de 451), doctrine adoptée par la dynastie Jafnide.
À propos de l'arabe préislamique (en), Christian Robin, fait l'hypothèse « que l’écriture utilisée devait être compréhensible pour une partie de la population locale : la codification de cette écriture est donc probablement antérieure de quelques décennies à 512 ». Plus généralement, il développe quelques années plus tard :

« On peut supposer que l’effort missionnaire des autorités ecclésiastiques d’Euphratésie et de Syrie I s’est accompagné d’une reconnaissance de l’identité culturelle des Arabes. En un mot, il est vraisemblable que l’alphabet arabe a été créé au début du  VIe siècle en Euphratésie, à l’initiative ou avec l’aide des autorités ecclésiastiques. Cet alphabet s’est sans doute inspiré du syriaque, mais aussi d’écritures déjà en usage chez les Arabes, ce qui peut inclure une variété d’araméen dérivant du nabatéen. »

— Christian Robin 2006 (p. 329).

### Une lecture difficile des inscriptions, une datation toujours discutée
Pour François Nau, en 1933, « Ce n'est pas une inscription trilingue à proprement parler ; car une trilingue (comme celle de Béhistoun) doit donner le même texte en trois langues ; or, à Zébed, il n'y a à se correspondre qu'une partie des textes grec et syriaque écrits en l'année 512 de notre ère. C'est une bilingue grecque-syriaque, sur laquelle on a ajouté plus tard (on ne sait quand) de nouveaux noms propres grecs et arabes. » Il précise aussi que cette dernière partie bilingue grecque-arabe, serait « plutôt un graffite qu'une inscription ». Depuis, l'idée d'un ensemble rédigé en deux temps est toujours retenue par certains auteurs, comme Alfred-Louis de Prémare ou Pierre Larcher, et n'est pas compètement écartée par Michael Macdonald.
Cependant, Christian Robin, après un examen de la pierre fait en 2001 avec Françoise Briquel-Chatonnet et Denis Feissel, notait en 2006 que « l'hypothèse de deux textes grecs et syriaques de dates différentes, sans être impossible, ne reposait sur aucune preuve déterminante. […] Nous avons donc la conviction que l’ensemble des inscriptions du linteau a été incisé en une seule fois, sans doute avant que le linteau ait été mis en place. » Il en conclu que « Le texte arabe n’est ni une traduction, ni un résumé des textes grec ou syriaque. C’est un document qui apporte un complément d’information. On a donc le sentiment que le martyrion de saint Serge a été l’objet de soins attentifs de la part de trois communautés coexistant dans la région de Zabad, mais agissant chacune de manière autonome. »

### Exemple de conclusions onomastiques
« Les noms personnels [sur la partie arabe du graffito] — que nous appelons les prénoms — sont ici visiblement issus de l'hagiographie chrétienne grecque ou syriaque : nous avons trois Sergios, un Tobyâ (Tobie ?) ou Hélias (Élie ?) suivant les lectures. Un Tôbyâ fait partie de la légende hagiographique syriaque d'Abgar, roi arabe d'Édesse, qui se serait converti au christianisme, lui et son peuple, grâce à la prédication de l'apôtre Thaddée. Hélias est sans doute Elie, le prophète biblique. Stru reste indécis.
[…]
Quant aux filiations des personnes qui sont mentionnées sur notre inscription, elles sont visiblement arabes. Le premier Sergios est fils de Amat Manâf, la "Servante de Manâf". Manâf était une divinité arabe antique, dont le culte nous est attesté par maintes inscriptions. Un ancêtre des Quraysh de La Mecque était nommé ‘Abd Manāf, "Servant de Manâf". Tobyâ / Hélias, quant à lui, est fils d'Imru-l-Qays, nom que nous connaissons déjà et qui est très répandu dans l'onomastique arabe ancienne. Le deuxième Sergios est fils de Saʿd, nom arabe très répandu également. Ajoutons à cela que trois des quatre personnes dont les noms figurent sur la partie grecque du graffito s'appellent Azizos, ce qui fait penser à un nom arabe (ʿAzîz) grécisé. Nous avons là, en somme, et ramassé en quelques anthroponymes, un bel exemple de symbiose onomastique syro-gréco-arabe. »

— Alfred-Louis de Prémare 2002, p. 235-236 (sans les notes).

## Édition de l'inscription
Voir les éditeurs successifs et les discussions dans Paweł Nowakowski 2018, en attente de l'édition en préparation par Françoise Briquel-Chatonnet, Denis Feissel et Christian Robin.

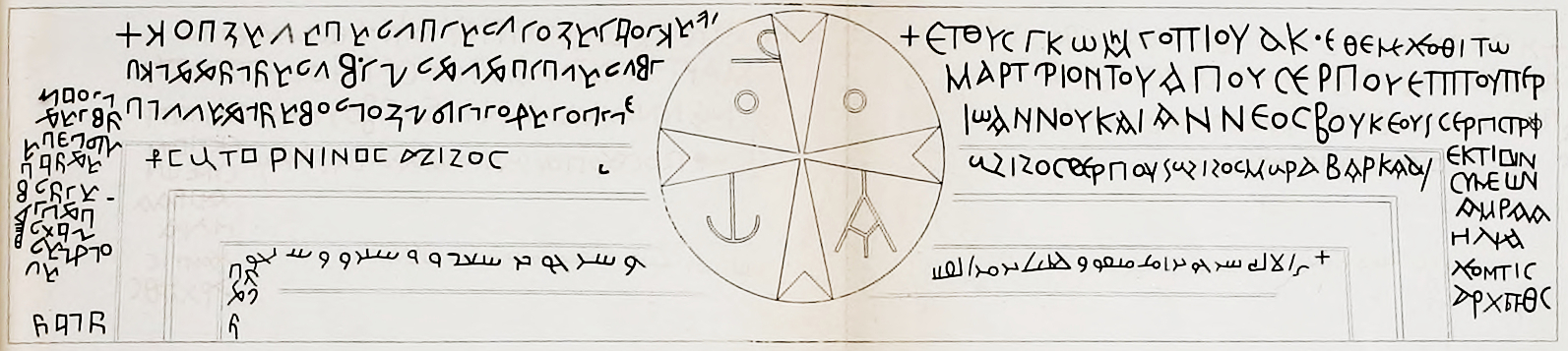
Dessin de Sachau, en 1881, dont la lecture a été revue, depuis.

### Texte grec
+ ἔτους γκω΄, μη(νὸς) Γο<ρ>πι<έ>ου δκ΄. ἐθεμελιόθη τὼ

μαρτύριον τοῦ ἁγίου Σεργίου ἐπὶ τοῦ περ(ιοδευτοῦ)

Ἰωάννου καὶ Ἄννεος Βουκέου (καὶ) Σέργις τρὶς

ἔκτισυν

Συμέων

Αμραα

Ἡλία

Λεόντις

ἀρχ<ιτ>(έκτονες). θϙ΄

[chrisme] 
+ Σατορνῖνος Ἄζιζος. Ἄζιζος Σεργίου (καὶ) Ἄζιζος Μαραβαρκα δί(ς) (?).

### Texte syriaque
ܫܘܒܚܐ [ܠ]ܐܒܐ ܘܠܒܪܐ ܘܠܪܘܚܐ ܕܩܘܕܫܐ +

ܒܫܢܬ ܬܡܢܡܐ ܘܥܣܪܝܢ ܘܬܠܬ ܒܪܒܥܐ ܘܥܣܪܝܢ

ܒܝܠܠ ܐܬ(ܣ)ܝܡ ܐܣܘ ܘܝܘܚܢܢ ܦܪܝܕܘܛܐ ܕܘܟܪܢܗ

ܠܒܘܪܟ

ܬܐ ܕܣܡ

ܒܗ ܟܦܐ

ܩܡܬܐ

ܘܡܪܐ

ܕܟܬܒ

ܘܐܚܢܢ ܘܐܢܛܝܘܟܐ

ܡܩܝܡ

[Dans la marge :]
ܐܒ(ܐ) ܣ(ܪ)ܓܣ

[Après le texte arabe :]
ܘܐ[ܬ]ܩܢ ܐܒ ܣܪ ܓܝܣ ܘܐܢܛܝܘܟܐ [ܘ]ܡܩܝܡ ܒܪ ܬܝܡܝ ܘܡܪܝ

### Texte arabe

#### Relevé de l'inscription

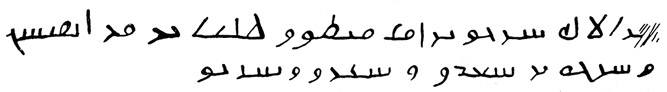
د الاله سرحو ٮر امص مںڡو و هلىا ٮر مر الٯىس +
و سرحوٮر سعدو و سىرو و سىحو

Relevé publié par Adolf Barthélemy, « Relation sommaire d'une excursion de quinze jours au nord d'Alep : dans la Syrie septentrionale, en septembre 1894 », dans Recueil de travaux relatifs à la philologie et à l'archéologie égyptienne, 19, 1897, p. 39 (en ligne).

#### Translittération en caractères latins
Transcription par Macdonald
D'après Fiema et al. 2015, p. 411 inscr. 7.5. par Macdonald.
+ [ḏ]{k}r ʾl-ʾlh srgw br ʾmt-mnfw w h{l/n}yʾ br mrʾlqys
[chrisme]
w srgw br sʿdw w syrw w s{.}ygw
Transcription par Robin
D'après Robin 2006,  p. 337.
+ [ḏ](k)r ’l-’lh Srgw bn ’mt Mnfw w-Ṭlḥ’ bn Mr’ l-Qys
[chrisme]
w-Srgw bn Sʿdw w-Strw w-Sy[.]tḥw

## Traductions
Voir la synthèse des traductions par Paweł Nowakowski, en 2018, pour les discussions des traductions plus récentes.

### Texte grec
Traduction de Franz Cumont (1913) :
+ En l'an 823 [de l’ère séleucide = 512 ap. J.-C.], le 24 du mois Gorpiaios, furent établies les fondations du martyrion de Saint-Serge sous le périodeute Jean Annéos, fils de Boukéos, et Sergios, fils et petit-fils de Sergios, le fondèrent. Siméon, fils d'Amraas, fils d'Élias, et Léontios en furent les architectes. Amen.
+ Satorninos Azizos, Azizos, fils de Sergios, et Azizos, fils de Marabarka.

### Texte syriaque
Traduction de Franz Cumont (1913), d'après Enno Littmann (1911) :
+ Gloire au Père, au Fils et au Saint-Esprit. En l'an huit cent vingt-trois, le vingt-quatre [du mois] Iloul, ont été posées les fondations [de l'église], et ce fut Jean, le périodeute — que sa mémoire soit bénie — qui en posa la première pierre et Mara qui écrivit [l'inscription], et Annas et Antiochus et Sergius qui en furent les fondateurs.
[Peu clair :] ... la construisirent [ou : restaurèrent] Abou-Sergis et Antiochos et Mouqim bar Timaï et Marî.

### Texte arabe
Traduction par Kugener 1908
+ Avec le secours de Dieu ! [ou : Que Dieu secoure !]. Sergius, fils d'Amat Manāf, et Tobi [ou, selon Cumont : Hounai], fils d'Imroulqais [ou, selon Cumont : Mar'alqais], et Sergius, fils de Saʿd, et Sitr, et Shouraih [ou plutôt : Sergius].
Traduction par Robin 2006
+ Que Dieu se [souvi]enne de Serge fils d’Amat Manāf, de Ṭlḥ’ (?) fils d’Imru’ al-Qays, de Serge fils de Sa‘d, de Strw et de Sy[.]tḥw (?).